# 大赦 (基督教)
大赦（拉丁語：Indulgentia）是基督宗教的教理及神學思想之一，但現今僅天主教會採用。信徒在領受和好聖事後，雖然罪過已獲得赦免，但仍然會受制於罪過遺留下的思想或行為，被稱為「暫罰」，這時候必須透過教會頒布大赦，给信徒分施基督及历代圣人的功劳宝藏，使自身的暫罰得以在神前獲得免除。
大赦分为「全大赦」（Indulgentiae Plenariae）及「限大赦」（Indulgentiae Partiales）两种，全大赦赦免人因罪应得的全部暂罚，而限大赦只赦免部分暂罚。根據天主教法典，只有教宗擁有颁赐大赦的权利，他人只能在得到教宗允许、或受法律委托才能颁赐，而具体事项则由宗座聖赦院负责。
大赦并未直接见于《圣经》，是建基于「代赎」的观念。中世纪晚期，当时的羅馬教廷为筹措资金，授权神职人员前往欧洲各地售卖大赦证明书（由羊皮纸制成的“纪念证书”），此即後世所稱的贖罪券（又稱赦罪券、赦罪符），這使得大赦的行為商業化，沦为当时教会之敛财工具，本已矛盾重重的欧洲社会被激起动荡，更由此引發宗教改革，最终导致新教的产生；售賣贖罪券的行為在天主教會發起內部革新運動後才停止。梵二大公會議時又改革大赦的施行方式，解決大赦過於數字化的問題。

## 概述
“indulgentia”一詞源自拉丁文动词“'indulgere'”（恩赐），古典拉丁文時代指「仁慈」或「慈愛」，後古典期指「赦罪」或「免稅」；在舊約聖經或羅馬法，指被釋放或免除罪罰。按照天主教教理，大赦是天主教会交给信徒运用的一种方法，为的是帮助信徒补偿自己的罪过：根据「諸聖相通功」的信理，耶穌基督、圣母和诸圣的功劳，形成为一个神恩的宝库，委托教会来管理支配；因此教会有权力制定各类条件，像是念短诵、施舍穷人，或是实行其他各种善工，而使信徒能够分享到神恩宝库中的宝藏，使耶稣和诸圣者的功劳能够贴合在信徒身上。因此，凡是满足了教会所规定的那些条件的信徒，便能够获得大赦。大赦只能宽赦暂罚，而并不能赦罪。

## 获得条件
依照《大赦手册》（Enchiridion Indulgentiarum：Normae et Concessiones）頁21之诠释，天主教徒為獲得任何大赦，領受者必須已領洗、有獲得大赦的意向、沒有受到絕罰、至少在完成規定的善工的時刻處於恩寵狀況，以及履行規定的善工。為獲得全大赦，信徒亦必須棄絕對罪惡——包括小罪——的任何依戀，並必須符合以下三個條件：
1. 妥當告解：信友必須個別地辦告解，並完整地告明罪過。
2. 善領聖體：在聖祭禮儀中領聖體較佳，但為獲得大赦，單單善領聖體已足夠。
3. 為教宗的意向祈禱：信友可以按教宗的意向誦念經文。可能是《天主經》及《聖母經》等，有時亦可自行選擇誦念其他《聖經》經文 。

如信友對罪惡仍有所依戀，或未完全符合以上三個條件，或未完全履行規定的善工，則僅能獲得限大赦。(参天主教法典992-997)

## 前期
虽然大赦或赎罪券并未直接见于《圣经》，大赦是建基于「代赎」的古老观念。这原则又建立在另一个根据上：诸圣相通功及所有基督徒在基督妙身内的团结。天主教认为，圣保禄对教会的教导中有此道理根据：在作为基督妙身的教会之内，各肢体共同帮助一个生病肢体的痊愈，「在我的肉身上，为基督的身体补充基督的苦难所欠缺的」(《新约圣经》哥一24)。在以后几个世纪中，集体悔罪的社会性显示，悔罪者在补赎己罪时，不是只凭个人的力量。到五世纪末，代赎的观念已十分普遍，亚尔的骞瑟利说：「有鉴于自己罪孽深重，悔罪者深感无力补偿己身的罪恶，乃殷切地求取全体子民的扶助」。
售卖赎罪券源于十字军时代，甘愿冒生命危险参与“圣战”的信徒可获赠大赦。1095年，教宗乌尔班二世(1088-1099)规定：凡为了保卫耶路撒冷教会的原故(不为求取自身的光荣)参与十字军者，可以抵销所有的罪罚(暂罚)。其后，大赦的赠予更伸展到资助十字军东征的人士。其后，向教会提供财政支持的人也可以获得这些大赦。教会颁赠大赦的习惯正式开始于十一世纪，当时有一不成文的定规：凡捐助隐修院者，可以减少一天严斋的补赎。不久之后，其他为获取大赦的条件相继出现，赎罪券发展为筹募经费以兴建教堂、寺院和医院的方便方法。宗教历史教授班顿(Roland Bainton)说，“中古时代最宏伟壮丽的纪念物都是以这种方法筹得经费兴建的。”

## 中世纪与赎罪券

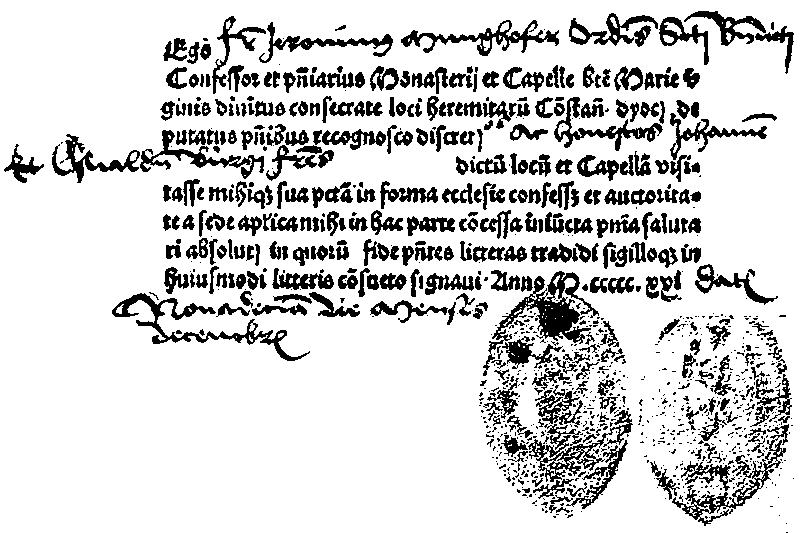
1521年發出的全大赦證明書

教宗博义八世宣布1300年为禧年，凡到罗马朝圣的信徒将得全大赦。“朝圣可获全大赦”固然符合信理，但圣赦院却随后通告凡未能亲身到罗马朝圣者可用捐款代替。至此，全大赦开始与金钱捆绑在一起，成为花钱便能购得的“赎罪券”。教宗西克斯特四世于1476年宣布生者应为仍在炼狱中的离世亲友求全大赦使其早升天堂。教宗朱利二世于1506年开始建造聖伯多祿大殿，因工程浩大，到教宗良十世时大殿尚未完工。所需要的经费一时无法筹措得够，良十世便派人到各处去募款，并宣布凡信徒办告解、领圣体，并愿为建造伯多禄大殿而捐献金钱，教宗将为他颁赐全大赦。
虽然，依据天主教传统及相关教律，身为最高宗教领袖的教宗颁赐全大赦并非不合教律，但以捐资的条件来颁全大赦毫无疑问地给教廷招致金钱买卖的谴责，在歐洲各国推廣售卖的全大赦沦为籌集资金的工具。售賣全大赦之舉引發了不少反對和極大争议，负责宣传及筹款的某些教士错谬地宣称：“大赦的效力是由其本身而来。”代表教廷前往神圣罗马帝国宣传全大赦的道明会修士約翰·鐵支勒甚至如此说道：“当你为某个炼狱中的靈魂捐献银钱，投进捐献箱，发出叮当一响时，他就从炼狱中应声而出。”（或簡稱“銀幣叮噹落進箱底，靈魂雀躍跳出煉獄”）。
这种扭曲了其属灵本意的敛财行为在神圣罗马帝国尤其引起统治当局的愤怒，世俗贵族眼睁睁地看着帝国臣民的金钱源源不断地送到教会，多位政治人士开始控诉教廷剥削本国的信徒、榨取他们的金钱，而对罗马历代以来所潜藏着的愤恨也因之而日渐加深。与此同时，包括奥斯定会修士馬丁·路德在内的不少宗教人士公开抨擊出售赎罪券（「全大赦证明书」）的行徑，并成為引發宗教改革的導火線之一，最终导致基督新教从天主教会分裂出来；天主教会內部亦因此出現矛盾，引發反宗教改革。。
16世纪以后，天主教会废止了任何将金钱与大赦挂钩的行为，大赦回归其属灵的本义。禁止“以金钱换买大赦”的議案在1562年的特倫多大公會議上被提出，于1567年正式獲教宗庇護五世批准。儘管「赎罪券」自此以後不再出現，但這個名詞亦常在日常生活中使用，比喻民眾在支持一些特定議題時（例如：環保運動、民主運動等）寧願花錢资助而不願親身參與的行為。

## 当代
今日的天主教会经过梵二大公会议的革新，很小心地应用与施放大赦权。《天主教法典》0995条第一项规定：「除教会最高权力外，只有法律承任拥有此权者，或教宗授给此权者，得施放大赦」。第二项并说：「除圣座明文授权者外，教宗以下任何权力，均不得将施放大赦之权委托于他人」。以下为近年来宗座施放的大赦：

### 2006年
圣座圣赦院院长詹姆斯·弗兰西斯·斯塔福特枢机签署一项全大赦法令，宣佈教宗将给参与2006年七月一日至九日在西班牙巴伦西亚举行的第五届世界家庭大会的信友颁发全大赦，目的在激发各国信友踊跃前往，热心参与其间的各项有益于家庭的活动和宗教礼仪，而且在会后返回自己的地方后，因受到天主恩宠的强化，能够慷慨地致力于坚固自己和他人的家庭善度福音的生活。教宗强调家庭是生活与爱的场所，他希望家庭是小型的教会，在这个小小的教会团体中无法估计的信德恩典能够由父母亲传递给子女。因此，凡是前往巴伦西亚参加世界家庭大会的信友，只要遵照一般得全大赦的规定，即妥办告解，领圣体，为教宗的意向祈祷，热心参与巴伦西亚的某些隆重的礼仪，即能得到全大赦。

### 2008年
教宗本笃十六世在庆祝圣保禄宗徒诞辰两千年的保禄年机会中颁赐全大赦。圣座圣赦院2008年5月10日公布了这道法令，规定全大赦有效的时间从今年6月28日圣伯多禄和圣保禄瞻禮的第一晚祷开始直到2009年6月29日。全大赦可以为自己或亡者求得，到罗马的城外圣保禄大殿朝圣。求得大赦例行的必要条件是：怀着真心忏悔的心办告解、领圣体和按照教宗的意向祈祷，立定远离一切罪恶和轻微的过错。圣赦院的法令还规定信友们“除了到祭台前虔诚地祈祷外，还应办告解，虔诚地诵念天主经和信经，热心呼求童贞圣母玛利亚和圣保禄”。各地方教会的信友如果遵守例行条件也可获全大赦，即“热心参加宗教仪式或在保禄年揭幕和闭幕的隆重日子在所有圣堂热心参加敬礼外邦人的宗徒的公开活动，或由地方主教指定的其它日期在献给圣保禄的圣堂和主教指定的促进基督信徒合一的场所”参加上述敬礼活动。“因疾病或其它正当理由和重要缘故受到阻碍”的信友也可以获得全大赦，他们必须承诺一旦条件允许便履行所规定的条件，在精神上参加敬礼圣保禄的一项喜年庆典，将他们为基督信徒的合一所献的祈祷和痛苦献给天主。圣赦院的法令最后邀请司铎们慷慨接纳信友们提出的听告解的要求。按照《天主教教理》的解释，“大赦是在罪过已蒙赦免后，因罪过而受的暂罚，也在天主前获得赦免。”事实上，“所有罪过，即使是小罪，都促使人对受造物形成不健康的依恋，都必须予以净化。”暂罚仍然存留着，有待使罪过得到炼净，炼净的方式有祈祷的生活、悔改的行动和出自热心爱德，或经由炼狱。大赦是用教会的宝藏来去除暂罚。教会是救恩的分施者，借着自己的权力，分施并应用基督及诸圣的补赎宝库。

### 2009年
2009年，教宗本笃十六世批准澳門教區黎鸿昇主教的申请，擢升澳門的聖安多尼堂、聖若瑟教堂为可颁全大赦之圣堂，有效期为七年。教友可于上述圣堂内，通過符合一些条件而为自己和炼狱的灵魂获得全大赦，免除罪过的暂罚。条件包括虔诚朝拜圣堂、妥领修和圣事、恭领圣体、为教宗的意向祈祷、参与弥撒、默想及念经等。该通告还鼓励教友，在两所圣堂的主保瞻礼和几个特别的教会庆日前往朝圣。

### 2011年
教宗本笃十六世为本着朝圣精神前往马德里参加本届世界青年日的信友颁赐全大赦。圣座圣赦院8月11日公布了有关这项大赦的法令，法令中也规定，凡是为马德里青年大会师的精神目的及其取得圆满成果而祈祷的信友，无论他在什么地方，都能获得有限大赦。获得大赦的条件是：需要办告解、领圣体并按照教宗的意向祈祷，立志不再犯罪。

### 引用
1. ↑  .   [2016-03-11]. （原始内容存档于2016-11-01）.
2. ↑  .   [2011-11-05]. （原始内容存档于2017-12-11）.
3. ↑  Boully, James, The Oxford Declaration And The Eleven Thousand: Biblical Truths And Bishop Colenso, p58
4. ↑  The Works of the Right Reverend John England, Vol.IV, p42
5. ↑  Deming, David, Science and Technology in World History, Vol. III, pp65-66
6. ↑  .   [2016-03-11]. （原始内容存档于2016-10-19）.
7. ↑  .   [2011-11-05]. （原始内容存档于2020-06-30）.
8. ↑  唯獨上帝恩典 （页面存档备份，存于）林潔美牧師 臺灣基督長老教會
9. ↑  中古時期：教皇與教會的興衰 （页面存档备份，存于），基督宗教发展史新释
10. ↑  [ 《The Catholic Church Through The Ages: A History》]
11. ↑  劉進圖. . 明報. 2018-02-27  [2019-10-31]. （原始内容存档于2021-04-01） （中文（繁體））.
12. ↑  . 頭條日報. 2016-10-31  [2019-10-31]. （原始内容存档于2019-10-31） （中文（繁體））.：在「對弱勢社群：回饋社會+創造共享價值」一節指「捐錢或投資金錢回饋社會，對許多企業而言只是一筆小數目，亦有不少人認為這只是企業的『贖罪券』。」
13. ↑  .   [2020-12-27]. （原始内容存档于2020-10-30）.